# 伊塔克 (亞利桑那州)
伊塔克（英語：Itak）是位於美國亞利桑那州皮馬縣的一個非建制地區。該地的面積和人口皆未知。

## 地理
伊塔克的座標為31°41′41″N 112°00′25″W / 31.69472°N 112.00694°W，而該地的平均海拔高度為700米（即2297英尺）。